# Manoir de la Chauvelière
Le manoir de la Chauvelière est un manoir situé à Turquant, en France.

## Localisation
Le manoir est situé dans le département français de Maine-et-Loire, sur la commune de Turquant.

## Historique
L'édifice est inscrit au titre des monuments historiques en 1973.